# Campoplex convexus
Campoplex convexus là một loài tò vò trong họ Ichneumonidae.